# Bandera LGBT

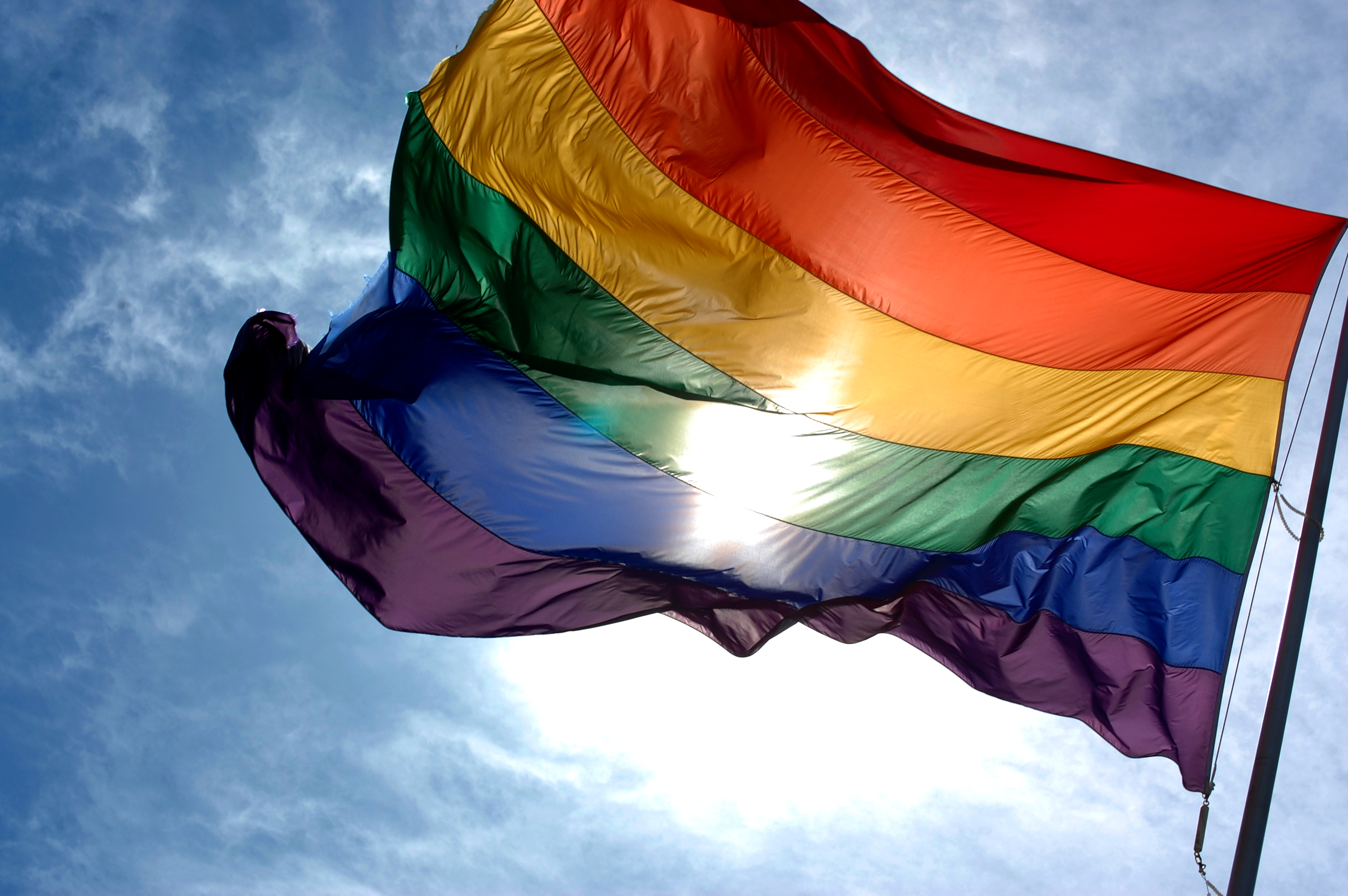
La versión de seis colores de la bandera del orgullo LGBT es la versión más usada actualmente. La versión original de 1978 tenía dos bandas adicionales: rosado y turquesa.

La bandera LGBT —también denominada bandera LGTBIQ+, bandera gay, bandera arcoíris, bandera del orgullo o bandera de la diversidad, entre otras denominaciones equivalentes—, es una bandera multicolor, que simboliza los movimientos de las orientaciones sexuales e identidades de género tradicionalmente discriminadas y perseguidas, así como el orgullo de pertenecer a ellas. Existen otras banderas LGBT y también LGTBIQ+ y, pese a no existir un acto que la establezca como bandera oficial del movimiento, es la más utilizada. Tiene seis franjas horizontales de diferentes colores, en el siguiente orden de arriba abajo: rojo, naranja, amarillo, verde, azul y violeta.
La bandera del orgullo LGBT fue popularizada en 1978 como símbolo del orgullo gay por su creador, Gilbert Baker, artista nacido en Kansas. La versión original, con ocho franjas multicolores en sentido horizontal, fue diseñada a pedido del líder gay Harvey Milk. La versión actual consiste en seis franjas de colores rojo, naranja, amarillo, verde, azul y violeta, que reproducen el orden de los colores del arcoíris. No obstante, posteriormente fue adoptada como la "bandera de la diversidad", aunque los integrantes del colectivo remarcan su origen e identificación con su causa.

## Historia

### Orígenes
Gilbert Baker, nacido en 1951 y criado en Parsons (Kansas), había servido en el ejército de los Estados Unidos entre 1970 y 1972. Después de una baja honorable, Baker aprendió a coser por sí mismo. En 1974, Baker conoció a Harvey Milk, un influyente líder gay, quien luego desafió a Baker a idear un símbolo de orgullo para la comunidad gay. Las banderas originales del orgullo gay ondearon en la celebración del Desfile del Día de la Libertad Gay de San Francisco el 25 de junio de 1978. Antes de ese evento, el triángulo rosa se había utilizado como un símbolo para la comunidad LGBT, a pesar de representar un capítulo oscuro en la historia de la homosexualidad. El régimen nazi había utilizado el triángulo rosa para identificar y estigmatizar a los hombres internados como homosexuales en los campos de concentración. En lugar de depender de una herramienta de opresión nazi, la comunidad buscó un nuevo símbolo inspirador.
Un amigo cercano de Baker, el cineasta independiente Arthur J. Bressan Jr., lo presionó para que creara un nuevo símbolo en "los albores de una nueva conciencia y libertad gay". Según un perfil publicado en el periódico Bay Area Reporter en 1985, Baker "eligió el motivo del arcoíris debido a su asociación con el movimiento hippie de los años sesenta, pero señala que el uso del diseño se remonta al antiguo Egipto". Baker también puede haberse inspirado en la canción de Judy Garland Over the Rainbow (Garland está entre los primeros íconos gay). Además, Baker probablemente fue influenciado por la "Bandera de las Razas" (con cinco franjas horizontales: roja, blanca, marrón, amarilla y negra) popular entre el movimiento por la paz mundial y el movimiento hippie de la década de 1960.
Las primeras banderas arcoíris encargadas por el incipiente comité del orgullo fueron producidas por un equipo que incluía a la artista Lynn Segerblom. Segerblom se conocía entonces como Faerie Argyle Rainbow; según ella, creó el proceso de teñido original de las banderas. Treinta voluntarios tiñeron y cosieron a mano las dos primeras banderas del desfile. El diseño de la bandera original tenía ocho franjas, con un significado específico asignado a cada uno de los colores:
| Rosa     |  | Sexo       |
| Rojo     |  | Vida       |
| Naranja  |  | Curación   |
| Amarillo |  | Luz solar  |
| Verde    |  | Naturaleza |
| Turquesa |  | Magia/Arte |
| Índigo   |  | Serenidad  |
| Violeta  |  | Espíritu   |

Durante más de 40 años se pensaba que las dos banderas originales creadas para el desfile de 1978 estaban extraviadas, hasta que se redescubrió un remanente de una entre las posesiones de Baker.

### 1978-1979

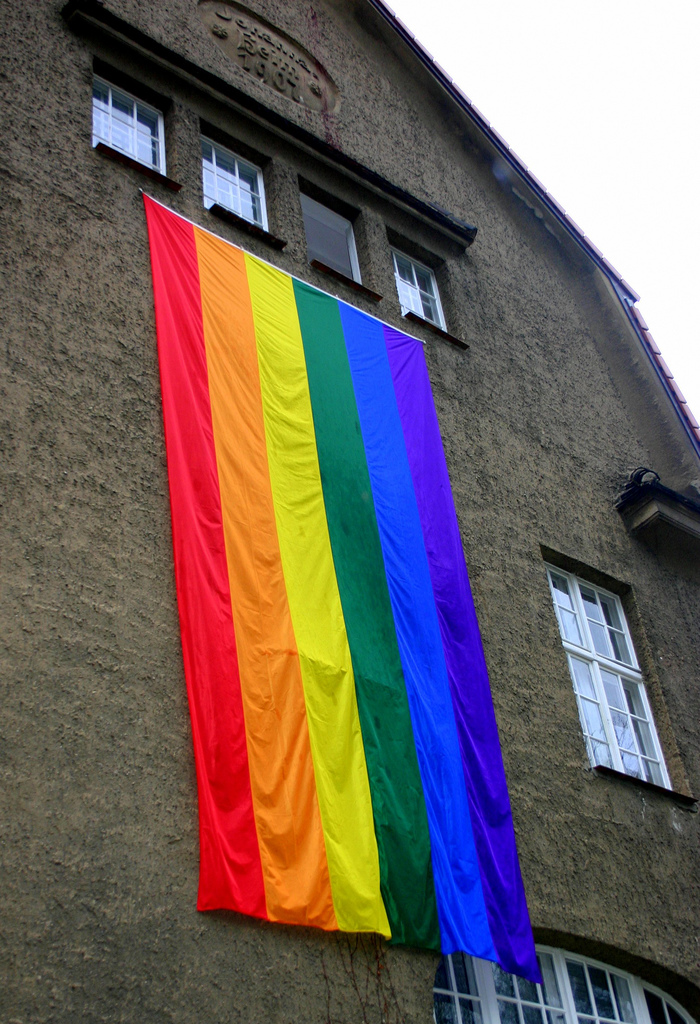
Bandera del arcoíris en la semana Queer Easter de Gemeinde Werneuchen (Alemania, 16 de abril de 2005).

Después del asesinato del supervisor gay de la ciudad de San Francisco, Harvey Milk, el 27 de noviembre de 1978, la demanda de la bandera del arcoíris aumentó considerablemente. En respuesta, la Paramount Flag Company comenzó a vender una versión que usaba tela de arcoíris estándar con siete franjas: rojo, naranja, amarillo, verde, turquesa, azul y violeta. Cuando Baker aumentó la producción de su versión de la bandera, también abandonó la franja de color rosa porque la tela de ese color no estaba disponible. Paramount Flag Company, con sede en San Francisco, también comenzó a vender un excedente de banderas de la Orden Internacional del Arco Iris para Niñas en su tienda minorista en la esquina suroeste de Polk and Post, en la que Gilbert Baker era un empleado.
En 1979, la bandera fue modificada nuevamente. Con el objetivo de decorar las farolas a lo largo de la ruta del desfile con cientos de estandartes arcoíris, Baker decidió dividir el motivo en dos con un número par de rayas flanqueando cada poste de luz. Para lograr este efecto, eliminó la franja turquesa que se había utilizado en la bandera de siete franjas. El resultado fue la versión de seis rayas de la bandera que se convertiría en el estándar para la producción futura: rojo, naranja, amarillo, verde, azul y violeta.

Bandera LGBT de ocho franjas (1978).
Bandera LGBT de siete franjas (1978-1979).
Bandera LGBT actual de seis franjas (desde 1979).

### 1980s-2000s
En 1989 la bandera del arcoíris atrajo más atención a nivel nacional en los Estados Unidos después de que John Stout demandó a sus propietarios y ganó cuando intentaron prohibirle que exhibiera la bandera LGBT desde el balcón de su apartamento en West Hollywood, California.
En 2000 la Universidad de Hawái en Mānoa cambió el nombre de sus equipos deportivos de "Rainbow Warriors" a "Warriors" y rediseñó su logo para eliminar un arcoíris. Inicialmente, el director atlético Hugh Yoshida dijo que el cambio fue para distanciar el programa atlético escolar de la homosexualidad. Cuando esto generó críticas, Yoshida dijo que el cambio era simplemente para evitar la confusión de la marca. Luego, la escuela permitió que cada equipo seleccionara su propio nombre, lo que llevó a una combinación que incluía "Rainbow Warriors", "Warriors", "Rainbows" y "Rainbow Wahine". Esta decisión se revirtió en febrero de 2013, cuando el actual director deportivo Ben Jay obligó a todos los equipos deportivos masculinos a ser apodados "Warriors" y a todos los equipos femeninos "Rainbow Warriors", y nuevamente en mayo de 2013 cuando todos los equipos fueron nuevamente llamados "Rainbow Warriors", independientemente del sexo.
La bandera arcoíris celebró su 25 aniversario en 2003. Durante las celebraciones del orgullo gay en junio de ese año, Gilbert Baker restauró la bandera arcoíris a su versión original de ocho rayas y abogó por que otros hicieran lo mismo. Más tarde dio a conocer su versión final con nueve franjas para el 39 aniversario de la primera bandera del arco iris. Según se informa, en respuesta a la elección de Donald Trump, Baker agregó una novena franja en lavanda (sobre la franja rosa fuerte en la parte superior) para representar la diversidad. Sin embargo, gran parte de la comunidad gay en general ha seguido utilizando la versión de seis rayas más conocida.
En el otoño de 2004 el Ayuntamiento de Westminster ordenó a varias empresas homosexuales en Londres que retiraran la bandera arcoíris de sus instalaciones, ya que su exhibición requería de un permiso de planificación. Cuando una tienda solicitó el permiso, el subcomité de planificación rechazó la solicitud con el voto de calidad del presidente (19 de mayo de 2005), una decisión condenada por los concejales homosexuales de Westminster y el entonces alcalde de Londres, Ken Livingstone. En noviembre, el consejo anunció una revocación de la política, indicando que a la mayoría de las tiendas y bares se les permitiría enarbolar la bandera arcoíris sin permiso de planificación.
En junio de 2004, activistas LGBT navegaron hasta el deshabitado Territorio de las Islas del Mar del Coral de Australia e izaron la bandera arcoíris, proclamando el territorio independiente de Australia, llamándolo Reino Gay y Lésbico de las Islas del Mar del Coral en protesta por la negativa del gobierno australiano a reconocer el matrimonio entre personas del mismo sexo. La bandera arcoíris es la bandera oficial del reino.

### 2010s

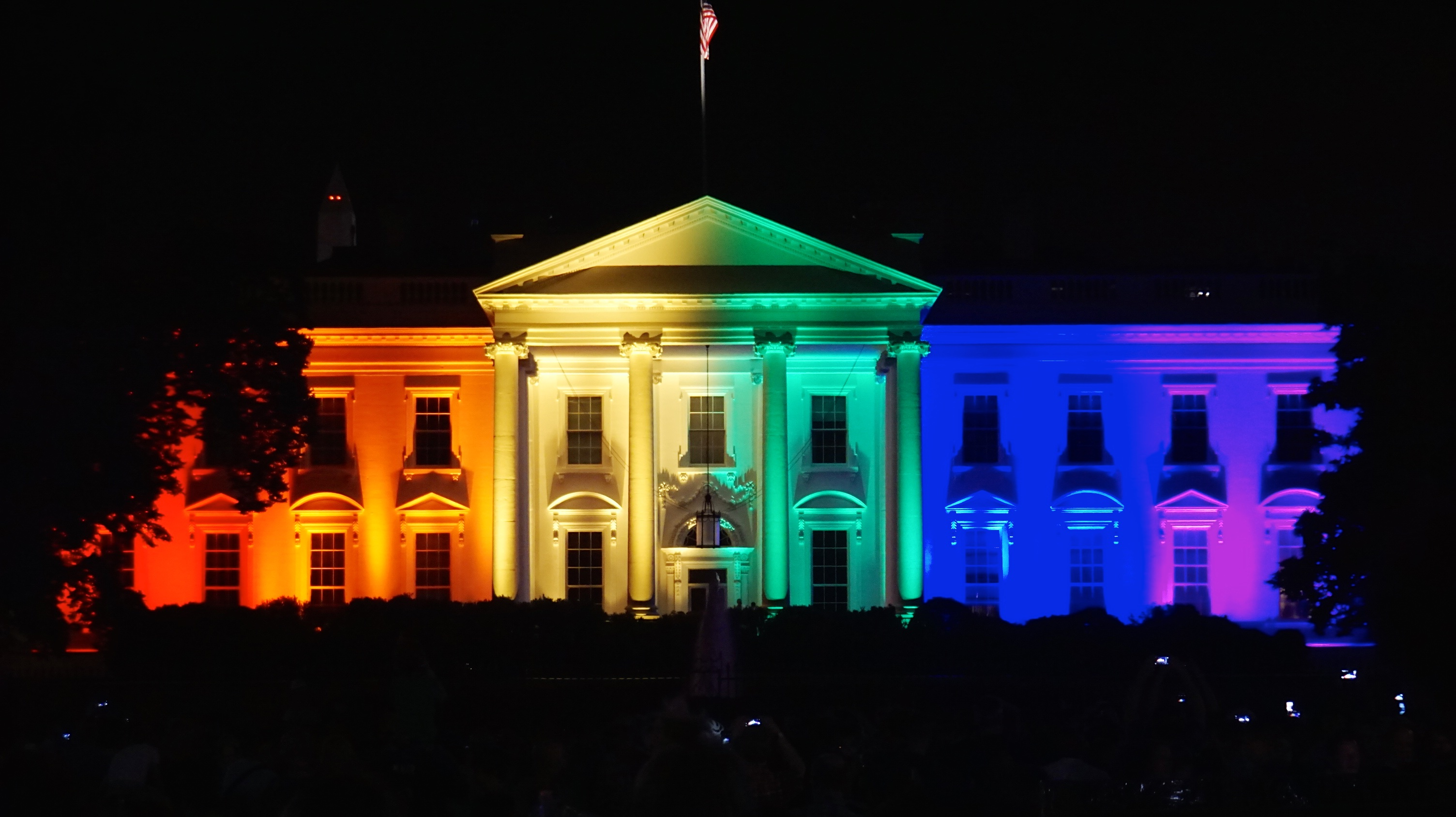
La Casa Blanca iluminada con los colores de la bandera arcoíris el 26 de junio de 2015.

En junio de 2015 el MoMA adquirió el símbolo de la bandera arcoíris como parte de su colección de diseño.
El 26 de junio de 2015 la Casa Blanca se iluminó con los colores de la bandera arcoíris para conmemorar la legalización de los matrimonios entre personas del mismo sexo en los 50 estados de Estados Unidos, tras la decisión de la Corte Suprema de Obergefell v. Hodges.
Una versión emoji de la bandera (🏳️‍🌈) fue propuesta formalmente en julio de 2016 y lanzada al público en noviembre.

### 2020s
Después de haber sido considerada perdida durante más de cuatro décadas, se redescubrió una parte de una de las banderas arcoíris de ocho colores originales de 1978. Donado en abril de 2021 a la GLBT Historical Society, el fragmento es el único remanente sobreviviente conocido de las dos banderas arcoíris inaugurales.

## Variaciones

Bandera de "Victoria contra el SIDA" (años 1980).

Se han creado diferentes variaciones de la bandera arcoíris. En los primeros años de la pandemia del SIDA, los activistas diseñaron una bandera de "Victoria sobre el SIDA" ("Victory over AIDS") que consistía en la bandera arcoíris estándar de seis franjas con una franja negra en la parte inferior. Leonard Matlovich, él mismo muriendo de una enfermedad relacionada con el SIDA, sugirió que una vez que se descubra una cura para el SIDA, se quiten las rayas negras de las banderas y se quemen.

Bandera de Gilbert Baker de 2017 con nueve franjas.

Las comunidades LGBT de otros países también han adoptado la bandera arcoíris. Una bandera del orgullo gay de Sudáfrica que es un híbrido de la bandera arcoíris y la bandera nacional de Sudáfrica se lanzó en Ciudad del Cabo en 2010. El diseñador de banderas Eugene Brockman dijo: "Realmente creo que nosotros (la comunidad LGBT) pusimos el deslumbramiento en nuestra nación arcoíris y esta bandera es un símbolo de ello".

Bandera de Filadelfia de 2017 con ocho franjas.

En marzo de 2017 Gilbert Baker creó una versión de nueve rayas de su bandera original de 1978, con rayas lavanda, rosa, turquesa e índigo junto con las rojas, naranjas, amarillas, verdes y violetas. Según Baker, la franja lavanda simboliza la diversidad.

Bandera de Estêvão Romane de 2018 con nueve franjas.

En junio de 2017 la ciudad de Filadelfia adoptó una versión revisada de la bandera diseñada por la firma de marketing Tierney que agrega rayas de color negro y marrón en la parte superior de la bandera estándar de seis colores, para llamar la atención sobre los problemas de las personas de color dentro de la comunidad LGBT. Algunos activistas LGBT en Filadelfia y otras comunidades criticaron la variación como innecesaria y divisiva.

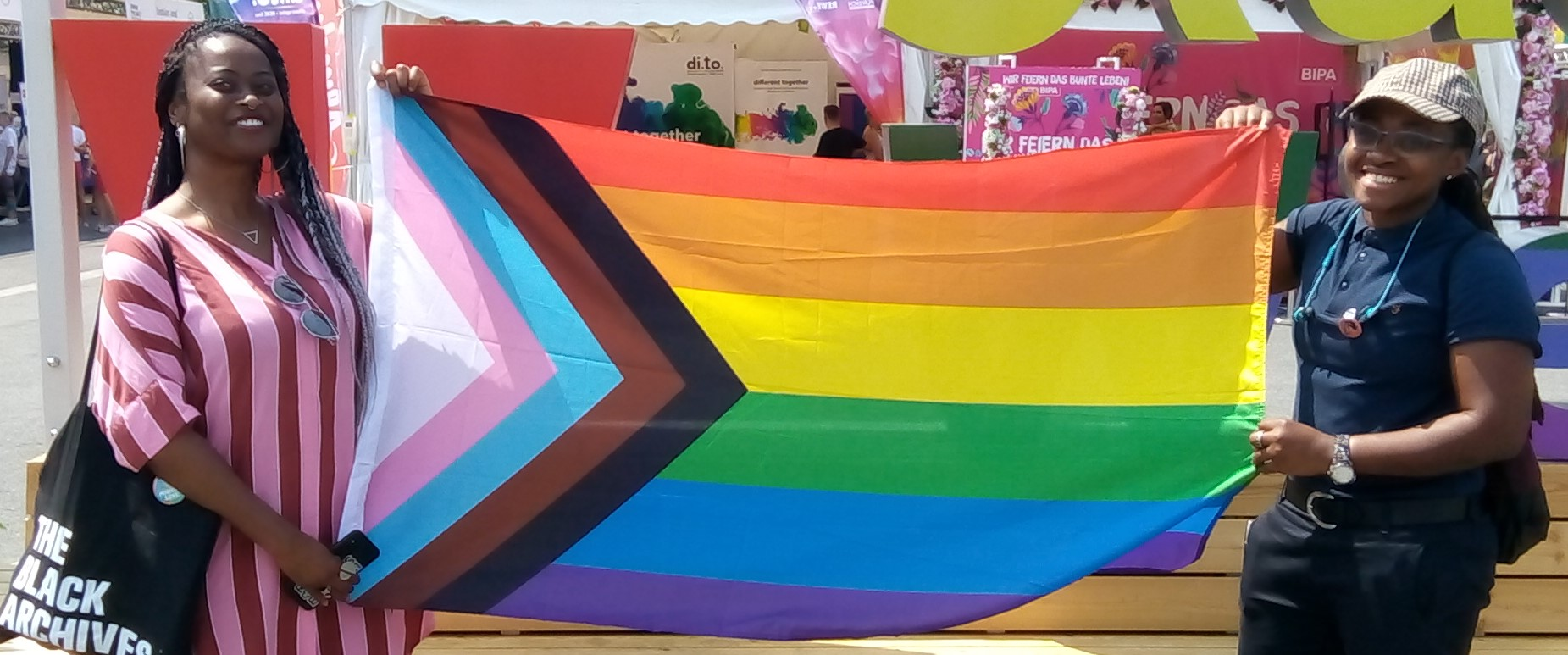
Bandera LGBT (variante "Progreso") en el EuroPride de 2019.

El 12 de febrero de 2018, durante el carnaval callejero de São Paulo, miles de personas asistieron a un desfile llamado Love Fest, que celebraba la diversidad humana, la igualdad sexual y de género. Se dio a conocer una versión de la bandera, creada por Estêvão Romane, cofundador del festival, que presentaba la bandera original de ocho franjas con una franja blanca en el medio, que representa todos los colores (diversidad humana en términos de religión, género, preferencias sexuales, etnias) y paz y unión entre todos.

Bandera del Orgullo de la Justicia Social.

Bandera del Progreso diseñada por Daniel Quasar.

En junio de 2018 el diseñador Daniel Quasar lanzó un rediseño que incorpora elementos de la bandera de Filadelfia y la bandera del orgullo trans para enfocarse en la inclusión y el progreso dentro de la comunidad. El diseño de la bandera se volvió viral de inmediato en las redes sociales, lo que provocó una cobertura mundial en los medios de comunicación. Si bien conserva el diseño común del arco iris de seis rayas como base, la variación “Progreso” agrega un galón a lo largo del extremo izquierdo con rayas negra, marrón, azul claro, rosa y blanca, que representan respectivamente a las personas de color y marginadas (las dos primeras líneas) y a las personas trans y no binarias (las otras tres), aunque existe también la interpretación de que la blanca representa a quienes viven con el VIH/SIDA y la negra a quienes han fallecido.
En julio de 2018 se lanzó la bandera del Orgullo de Justicia Social en Chennai, India, en el Chennai Queer LitFest inspirado en otras variaciones de la bandera del Orgullo en todo el mundo. La bandera fue diseñada por Moulee, activista gay de Chennai. El diseño incorporó elementos que representan el movimiento de autorrespeto, el movimiento contra las castas y la ideología de izquierda en su diseño. Si bien conserva las seis franjas originales de la bandera arcoíris, la Bandera del Orgullo de Justicia Social incorpora el negro que representa el movimiento del respeto propio, el azul que representa el movimiento Ambedkarita y el rojo que representa los valores de la izquierda.

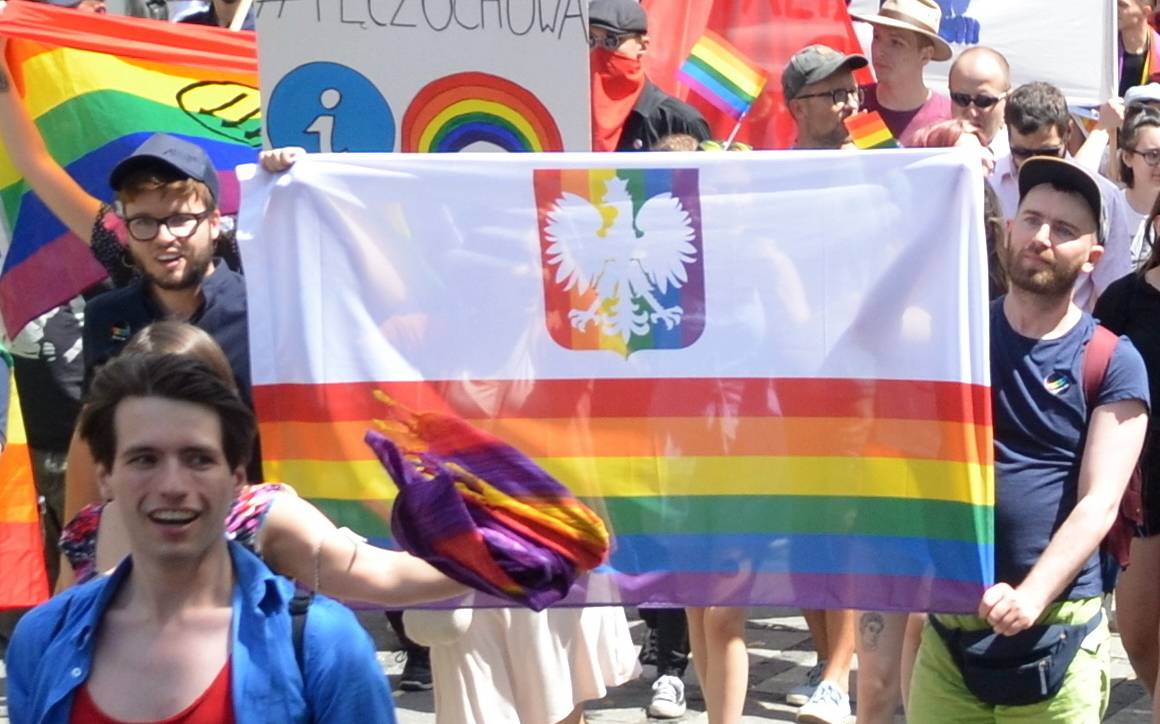
Marcha por la Igualdad de 2018 en Częstochowa, mostrando la versión arcoíris de la bandera de Polonia.

En 2018 los manifestantes de la Marcha por la Igualdad en Częstochowa llevaron una versión modificada de la bandera de Polonia con los colores del arcoíris. Fueron denunciados a los fiscales por profanación de los símbolos nacionales de Polonia, pero los fiscales determinaron que no se había cometido ningún delito.

Bandera del Orgullo de 2018.

La Bandera del Orgullo de 2018, diseñada por Julia Feliz, integra las luchas históricas y modernas de los movimientos LGBT contra el racismo, siguiendo la interseccionalidad. El diseño agrega los colores de la bandera del Orgullo Trans con franjas diagonales marrones y negras, lo que enfatiza la importancia de las personas trans de color para el movimiento por los derechos queer desde sus inicios en los disturbios de Stonewall. Desde 2021, los ingresos del diseño se destinan a una organización sin fines de lucro estadounidense basada en la ayuda mutua dirigida a personas transgénero y queer negras, indígenas y de color, y a generar conciencia sobre los efectos desproporcionados de la transfobia y la homofobia en estas personas.

Bandera que incorpora el símbolo intersexual.

En 2021, Valentino Vecchietti de Intersex Equality Rights UK rediseñó la Bandera del Progreso para incorporar la bandera intersexual. Este diseño agregó un triángulo amarillo con un círculo morado al cheurón de la Bandera del Progreso. Intersex Equality Rights UK publicó la nueva bandera en Instagram y Twitter, y desde entonces se volvió viral en las redes sociales.

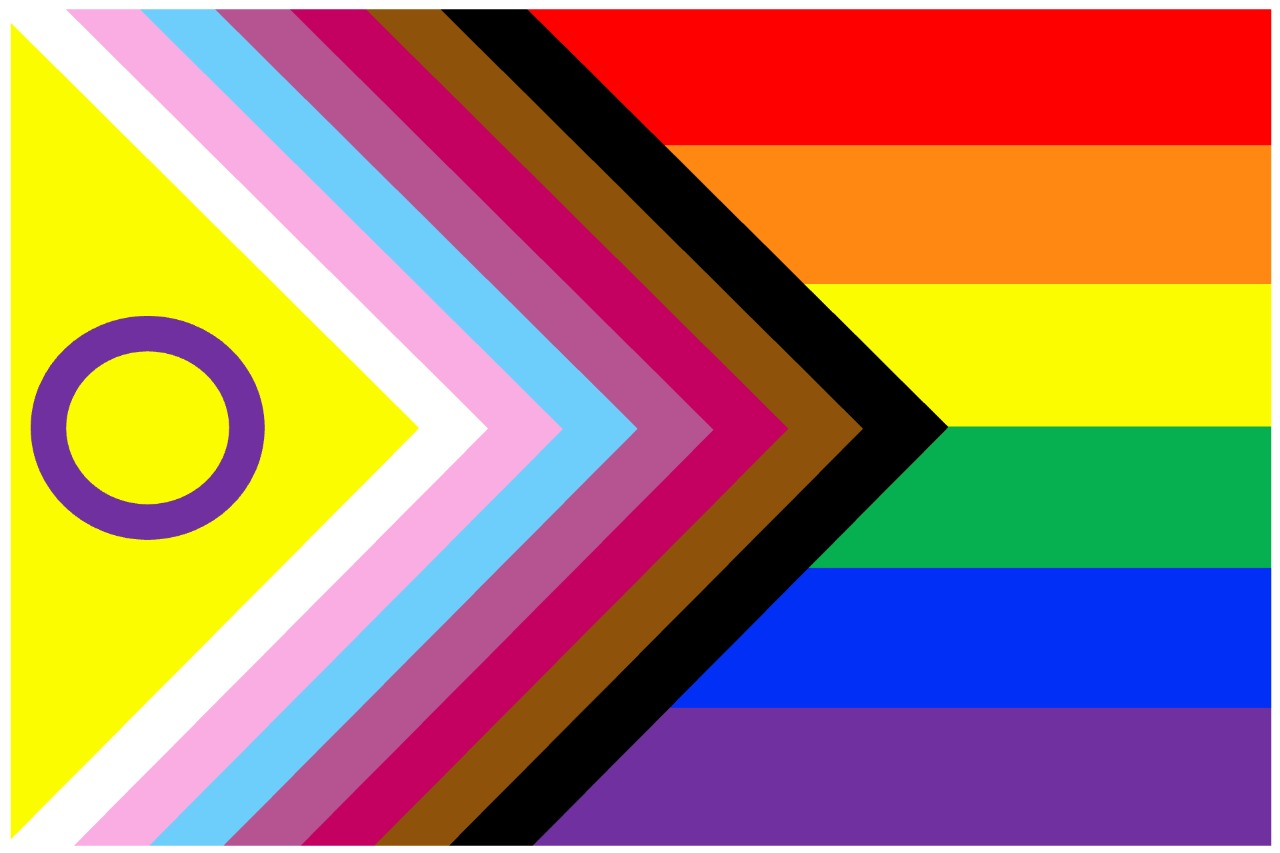
Bandera del orgullo LGBTI+ que incluye colores lésbicos. (2022)

El año 2022, desde el Departamento de Diversidad Sexual de la Municipalidad de Santiago de Chile, rediseñó la bandera del orgullo, incorporando dos líneas con colores asociados a la bandera lésbica, a propósito que los colectivos lésbicos no se sentían representadas con los colores actuales de la bandera.  
Esta bandera fue confeccionada por la Municipalidad para la Marcha del Orgullo del año 2022, en que se desplegó en el costado del Cerro Santa Lucía por la avenida Alameda. 